# Estrellas del Porno
Estrellas Del Porno es un grupo de Hip hop latino, Hardcore Rap, formado en el año 2002 en sus inicios por los MCs Omega El CTM, Leviatan Zianlev y Rayne 3XL. En el año 2009 Rayne 3XL abandonó el grupo para dedicarse al Grafiti 2007 y proyectos personales hoy el conjunto sale con su disco redebut "todo un clasico y mas"

## Biografía
El grupo se forma en el año 2002 por los MCs: Omega El CTM, Leviatan Zianlev y Rayne 3XL, quienes deciden hacer música influenciados por la Calle y el Hip-Hop de su comuna Puente Alto, en poco tiempo se hicieron conocidos dentro del Underground por haber colaborado con diferentes MCs. Durante el año 2003 lanzan su primer álbum como grupo llamado Hijos Del Flujo, el cual fue un rotundo éxito, debido a que traía grandes colaboraciones de artistas de la escena nacional y la participación internacional del MC Hijo Pródigo del grupo Dogma Crew. Con esto aumentó su fama como MCs y los llevó a ser teloneros de grandes artistas nacionales y se les abrió la posibilidad de hacer grandes colaboraciones. Durante el año 2004 se formó un grupo llamado La Peeña Crew el que estaba integrado por los más conocidos grupos y MCs del Sector Sur de Santiago, este grupo tuvo un gran éxito con su álbum La Real Junta Cervecera. Durante el 2005 junto a los grupos El Pentágono y Hércules Tee se forma un grupo llamado 33 Meridiano con un LP llamado Somos Xarxaz.
Luego de tener una buena posición dentro de la escena del Hardcore Rap nacional, junto a Dinero Zucio y Xtokeith (Los Andelez) forman el grupo The Putazoz, sacando un LP del mismo nombre.

Durante el año 2006 sacan su segundo álbum llamado Vida Light que tiene un toque más suave y relajado (por eso el nombre), esto llamó mucho la atención de la escena porque estaban más acostumbrado a su estilo Hardcore Rap.
En el año 2007 junto a los grupos Sharko Mafia y Hechyzero (El Pentágono), forman el grupo Los Sie7e con un álbum llamado En Cualquier Caso Ganamos.

En el año 2009 lanzan su tercer disco como grupo llamado Hijos Del Flujo: El Álbum que cuenta con colaboraciones de artistas de talla mundial como SFDK Puto Loko y Shotta. Con estas colaboraciones internacionales, siguen con su carrera, pero esta vez con un cambio en su formación, debido a que Rayne 3XL decide abandonar el grupo para enfocarse en su verdadera pasión, que es el grafiti.
En el año 2010 lanzan su primer Videoclip llamado Que Saen (feat. Hanshulo) y después La Calle Es Mi Escuela, ambos singles pertenecen a su EP lanzado el mismo año, llamado Que Saen. En enero de 2011 publicaron su cuarto larga duración de nombre Todo Un Clásico con colaboraciones de variados MCs de Chile y también con la colaboración de Karmona MC desde  Argentina. En este nuevo disco mantienen su esencia Hardcore Rap, aunque más maduros en sus contenidos y letras.

Durante el 2014 saca un nuevo álbum llamado Porno_ Hardcore, el cual tiene 15 canciones con colaboraciones de Bascur, Camaleón Landaez, El Tipo (Borderline), CHR, Ley 20Mil, Hechyzero, Bonckley y la participación especial de Luis Alberto Martinez para el remix de la canción Soy Un Borracho, además  desde  España colaboró Gorka2H.

## Estilo musical
Formando un grupo con la idea de mezclar diferentes estilo de Rap, alcanzando principalmente el estilo propio del Hardcore Rap y en otras ocasiones hasta R&B y ritmos movidos. El grupo ha tenido una gran aceptación en el Hip-Hop Chileno en general. También han realizado varias colaboraciones con artistas internacionales como MC Kosmik  Estados Unidos, SFDK, Shotta, Hijo Pródigo Yoshu, Gorka2H, Puto Loko y Karvoh desde  España. También han colaborado en diferentes grupo como La Peeña Crew , Los Sie7e y 33 Meridiano. Por su exitosa carrera han recibido incluso ofertas del sello discográfico Oveja Negra, pero el grupo se ha negado por su ideologí de mantener lo real y Underground que los caracteriza.

## Integrantes
- Omega El CTM: Es un conocido MC y Beatmaker oriundo de Loncoche, Región de La Araucanía. Muestra sus primeros trabajos en el año 1998, mucho antes de Estrellas del Porno. Ha publicado 6 discos como solista: en el 2000 lanzó su disco Depresión Al Borde del Abismo, en 2002 publicó el LP de nombre Cargando el Mundo en mis Hombros, en 2005 publicó los trabajos Eficacia Alemana y Estoy Rebentao', en 2012 publicó Bienvenido Al Inframundo, en 2015  El Exilio, y en 2018 lanza su álbum más reciente titulado "de vuelta al inframundo".
- Leviatan Zianlev: Es un conocido MC de Santiago que se ha enfocado bastante en su proyecto de grupo: Estrellas del Porno también ha aprendido a ser Beatmaker. En 2007 lanzó su primer LP en Solitario que llevó de nombre El Zurdo De La Calle Con Nombre De Apóstol. Este Mc colabora bastante a menudo con Mc's Chilenos, en 2013 publicó su segundo disco llamado 'Los Mejores, No Son Libres'.

## Exintegrantes
- Rayne 3XL: Rayne es un conocido graffitero y MC que ha colaborado también con grandes artistas nacionales, dejó el grupo Estrellas del Porno para dedicarse al grafiti, pero no por eso ha dejado de colaborar con distintos MCs de la escena nacional.

## Discografía
- 2003 - Hijos Del Flujo (Independiente)
- 2006 - Vida Light Maxi (Independiente)
- 2006 - Vida Light (Independiente)
- 2009 - Hijos del Flujo: El Álbum (Independiente)
- 2010 - Que Saen EP (Independiente)
- 2011 - Todo un Clásico (Independiente)
- 2014 - Porno_ Hardcore (El Sur Es Hardcore)
- 2020 - Vida Light Vol.1 (GODLEVEL)
- 2024 - Más Que Un Clasico (GODLEVEL)

## Videoclips
- Q' Saen
- La Calle Es Mi Escuela
- Estilo Sudaka Represento